# Ruprecht Ziegler
Ruprecht Ziegler (* 8. Mai 1945 in Waiern, Kärnten) ist ein österreichischer Althistoriker und Numismatiker.
Ruprecht Ziegler machte die Matura in Klagenfurt und studierte an der Universität zu Köln Geschichte, lateinische Philologie und Geographie. Von 1974 bis 1991 war er als wissenschaftlicher Angestellter an der Universität Düsseldorf tätig. Im Jahr 1976 wurde er promoviert als Schüler von Dietmar Kienast in Düsseldorf. 1990 erfolgte dort auch seine Habilitation, für die er 1992 den Preis der Freunde und Förderer der Heinrich-Heine-Universität Düsseldorf erhielt. 1991/92 lehrte er als Gastprofessor für Alte Geschichte an der Universität Klagenfurt. Von 1992 bis 1995 war er erneut als wissenschaftlicher Angestellter in Düsseldorf beschäftigt. Von 1995 bis zu seiner Pensionierung 2010 lehrte Ziegler als Professor für Alte Geschichte an der Universität Duisburg-Essen in Essen. Einen Ruf an die Universität Klagenfurt lehnte er 1998 ab.
Zu seinen Forschungsschwerpunkten gehören die Numismatik, die Epigraphik, die Wirtschaftsgeschichte, die Religionsgeschichte und die Geschichte der Provinzen des römischen Reiches.

## Schriften (Auswahl)
Monografien
- mit Regina Hauses, Stephan Schulze und Ralf Althoff: Griechische Münzen und ihr Umfeld. Die Prägungen der kilikischen Stadt Anemurion (= Sammlung Köhler-Osbahr. Bd. 3, 3). Kultur- und Stadthistorisches Museum Duisburg, Duisburg 2008, ISBN 978-3-89279-644-2.
- Sylloge Nummorum Graecorum. Deutschland. Pfälzer Privatsammlungen. Bd. 6: Kilikien und Isaurien. Mann u. a., Berlin u. a. 2001, ISBN 3-7774-8970-0.
- Kaiser, Heer und städtisches Geld. Untersuchungen zur Münzprägung von Anazarbos und anderer ostkilikischer Städte (= Österreichische Akademie der Wissenschaften. Philosophisch-Historische Klasse. Denkschriften. Bd. 234; = Tituli Asiae minoris. Ergänzungsbände. Nr. 16). Verlag der Österreichischen Akademie der Wissenschaften, Wien 1993, ISBN 3-7001-2001-X.
- Münzen Kilikiens aus kleineren deutschen Sammlungen (= Vestigia. Bd. 42). Beck, München 1988, ISBN 3-406-33635-3.
- Städtisches Prestige und kaiserliche Politik. Studien zum Festwesen in Ostkilikien im 2. und 3. Jahrhundert n. Chr. (= Kultur und Erkenntnis. Bd. 2). Schwann, Düsseldorf 1985, ISBN 3-590-18202-4.
- Der Schatzfund von Brauweiler. Untersuchung zur Münzprägung und zum Geldumlauf im gallischen Sonderreich (= Bonner Jahrbücher. Beihefte. Bd. 42). Habelt u. a., Köln u. a. 1983, ISBN 3-7927-0662-8.
- Außerhalb der Alten Geschichte, mit Wolfgang Vetters: Bürgerliche Sommerfrische in Velden am Wörthersee. Notizen zu den Tagebüchern einer jungen Wienerin und zu Zeichnungen des Karl Ludwig Libay (= Archiv für vaterländische Geschichte und Topographie. Bd. 107). Verlag des Geschichtsvereines für Kärnten, Klagenfurt am Wörthersee 2015, ISBN 978-3-85454-131-8.

Herausgeberschaften
- mit Marion Meyer: Kulturbegegnung in einem Brückenland. Gottheiten und Kulte als Indikatoren von Akkulturationsprozessen im Ebenen Kilikien (= Asia-Minor-Studien. Bd. 53). Habelt, Bonn 2004, ISBN 3-7749-3296-4.
- mit Raban von Haehling und Otfried von Vacano: Dietmar Kienast: Kleine Schriften. Scientia-Verlag, Aalen 1994, ISBN 3-511-00270-2.